# 모이스 켄
모이스 비오티 켄(이탈리아어: Moise Bioty Kean, IPA: [ˈmɔis ˈkean], 2000년 2월 28일 ~ )는 이탈리아의 축구 선수로, 현재 이탈리아 세리에 A의 피오렌티나에서 뛰고 있다. 포지션은 공격수이다.
2016년 11월, UEFA 챔피언스리그에서 2000년대 생으로는 최초로 득점을 넣은 선수이며, 2017년 5월, 유럽 5대 리그를 통틀어 2000년대 생으로는 최초로 득점을 한 선수가 되었다.

## 클럽 경력
이탈리아 베르첼리에서 코트디부아르계 이탈리아인으로 태어났다. 2007년 아스티 유소년팀에서 커리어를 시작하였다. 2007~2010까지 토리노 유소년 팀에서 활동한 후, 2010년에 유벤투스 유소년 팀으로 이동하였다.

### 유벤투스
모이스 켄은 2016년 11월 19일에 유벤투스에서 16세의 나이로 프로 데뷔를 했다. 그 당시 유럽 4대 메이저 리그에서 최초로 데뷔한 2000년대 선수이다. 또한 2016년 11월 22일 UEFA 챔피언스리그에서 데뷔하며 최초의 2000년대 선수로 이름을 올렸다. 2017년 5월 27일, 볼로냐전에서 득점을 기록하며 유럽 4대 메이저 리그에서 최초로 득점한 2000년대 선수로 이름을 올렸다.

## 국가대표 경력
코트디부아르와 이탈리아의 이중국적을 가지고 있다. 2015년 이탈리아 U-15 대표로 출전하였고, 2017년 UEFA U-17 축구 선수권 대회에서 1골을 기록하였다. UEFA 유로 2020 예선에서 2019년 3월 23일 이탈리아 대 핀란드 경기에 참가하여 최초 이탈리아 성인 대표팀으로 뛰고 첫 골을 넣었다. 이 경기 참가로 이탈리아 대표팀으로만 뛸 수 있게 되었다.

## 출전 통계
| 클럽          | 시즌    | 출전 | 득점 |
| ------------- | ------- | ---- | ---- |
| 유벤투스      | 2016-17 | 4    | 1    |
| 베로나        | 2017-18 | 20   | 4    |
| 유벤투스      | 2018-19 | 17   | 7    |
| 에버튼        | 2019-20 | 33   | 2    |
| 에버튼        | 2020-21 | 4    | 2    |
| 에버튼        | 2021-22 | 2    | 0    |
| 파리 생제르맹 | 2020-21 | 41   | 17   |
| 유벤투스      | 2021-22 | 42   | 6    |
| 유벤투스      | 2022-23 | 40   | 8    |
| 유벤투스      | 2023-24 | 20   | 0    |
| 피오렌티나    | 2024-25 | 39   | 23   |

## 수상

#### 유벤투스
- 세리에 A : 2016–17, 2018–19
- 코파 이탈리아 : 2016–17, 2023–24
- 수페르코파 이탈리아나 : 2018

#### 파리 생제르맹
- 쿠프 드 프랑스 : 2020-21
- 트로페 데 샹피옹 : 2020

### 개인
- 세리에 이 달의 선수 2회
- 세리에 이 달의 골 1회